# BKCP-Powerplus/2009
Deze pagina geeft een overzicht van de BKCP-Powerplus-wielerploeg in 2009.

## Algemene gegevens
Sponsors: BKCP, Powerplus
Algemeen manager: Philip Roodhooft
Ploegleider: Christoph Roodhooft
Fietsmerk: Stevens
Kleding: Vermarc
Kopman: Niels Albert

## Renners
| Naam                  | Geboortedatum | Nationaliteit | Ploeg 2008   | Opmerking |
| Mannen                | Mannen        | Mannen        | Mannen       | Mannen    |
| --------------------- | ------------- | ------------- | ------------ | --------- |
| Jim Aernouts          | 23-03-1989    | België        | Palmans-Cras |           |
| Niels Albert          | 05-02-1986    | België        | Palmans-Cras |           |
| Gianni Denolf         | 20-05-1987    | België        | Palmans-Cras |           |
| Wim Leemans           | 06-11-1987    | België        | Neo          |           |
| Lubomir Petrus        | 17-07-1990    | Tsjechië      | Neo          |           |
| Radomír Šimůnek       | 06-09-1983    | Tsjechië      | Palmans-Cras |           |
| Arnaud van den Abeele | 26-06-1990    | België        | Neo          |           |
| Dieter Vanthourenhout | 20-06-1985    | België        | Palmans-Cras |           |
| Philipp Walsleben     | 19-11-1987    | Duitsland     | Palmans-Cras |           |

## Overwinningen op de weg
| Boucles de la Mayenne proloog: Niels Albert Ronde van de Elzas 2e etappe: Niels Albert 5e etappe: Niels Albert Mi-Août en Bretagne 1e etappe: Niels Albert |

Mannen: 2009 · 2010 · 2011 · 2012 · 2013 · 2014 · 2015 · 2016 · 2017 · 2018 · 2019 · 2020 · 2021 · 2022 · 2023 · 2024 · 2025
Vrouwen: 2020 · 2021 · 2022 · 2023 · 2024 · 2025